# Fosfatidylethanolamin

Vzorec fosfatidylethanolaminu

Fosfatidylethanolamin (PE, též kefalin) je fosfolipid (konkrétně glycerolfosfolipid), který tvoří součást většiny buněčných membrán. U bakterií je to nejčastější fosfolipid vůbec (u E. coli asi 65 % všech fosfolipidů), ale i v buňkách savců je přítomen v poměrně značném množství (18 % v membráně erytrocytu, 20 % myelinové membrány a 27 % v membránách hovězích mitochondrií). Při srovnání jeho zastoupení ve vnitřním a vnějším listu vynikne jeho nerovnoměrné zastoupení – ve vnitřním listu je ho mnohem více než v listu vnějším. Toto nerovnoměrné zastoupení udržují flipázy.
Fosfatidylethanolamin se v těle vyrábí v několika krocích. Nejprve je ethanolamin fosforylován (za spotřeby ATP), následně se vzniklý fosfoethanolamin váže na CTP za vzniku CDP–ethanolaminu. V posledním kroku vzniká fosfatidylethanolamin tak, že se na CDP-ethanolamin naváže 1,2-diacylglycerol a uvolní se CMP. V játrech je možné z fosfatidylethanolaminu vyrábět (pomocí S-adenosylmethioninu) fosfatidylcholin. Výměnou ethanolaminu za serin je zase možné z fosfatidylethanolaminu vyrábět fosfatidylserin.